# Buana Devil
Buana Devil (Bwana Devil) è un film di avventura stereoscopico del 1952 diretto da Arch Oboler. Nonostante non sia il primo film 3-D della storia proiettato a un pubblico pagante (il primato spetta a The Power of Love del 1922), Bwana Devil viene considerato il primo film della cosiddetta "epoca d'oro" del cinema tridimensionale, ovvero quella compresa tra gli anni 1952 e 1955.

## Trama
Durante la costruzione di una strada ferrata nell'Africa Orientale Britannica, due feroci leoni mangiatori di uomini fanno degli operai indigeni il loro pasto preferito, costringendo ad interrompere i lavori. Neanche l'intervento di una squadra di cacciatori di belve riesce a fermare i due leoni. Solo un giovane ingegnere riuscirà ad ucciderli per difendere la moglie dal loro attacco.

## Film stereoscopico
Il film lancia quella che verrà definita l'"età d'oro" del cinema 3-D negli anni cinquanta. Erroneamente considerato a lungo il primo film stereoscopico della storia del cinema, Buana Devil deve lasciare lo scettro al film del 1922 The Power of Love, riconosciuto come il primo lungometraggio stereoscopico proiettato a un pubblico pagante della storia (tuttavia anch'esso non il primo film stereoscopico in assoluto).